# 34180 Jessicayoung
34180 Jessicayoung este o planetă minoră (asteroid) din centura de asteroizi. A fost descoperită pe 24 august 2000 la Experimental Test Site⁠(d) de Lincoln Near-Earth Asteroid Research. 
Obiectul prezintă o orbită caracterizată de o semiaxă mare de 2,7086416 UAi, o excentricitate de 0,04, o înclinație de 1,21973 ° în raport cu ecliptica.